# 麥克雷 (阿拉巴馬州)
麥克雷（英語：McRae）是一個位於美國阿拉巴馬州卡溫頓縣的非建制地區。該地的面積和人口皆未知。

## 地理
麥克雷的座標為31°03′32″N 86°15′41″W / 31.05888°N 86.26138°W，而該地最高點為海拔高度70米（即230英尺）。